# Toghon Temür
Toghon Temür (mongolsk: Тогоонтөмөр; mongolsk skrift:ᠲᠤᠭᠤᠨᠲᠡᠮᠤᠷ; kinesisk: 妥懽貼睦爾; pinyin: Tuǒhuāntiēmù'ěr; 25. maj 1320 – 23. maj 1370) også kendt som kejser  Huizong af Yuan (kinesisk: 元惠宗) var den sidste leder af det mongolske imperium fra 1333 - 1370. Han efterfulgte Rinchinbal Khan. Toghon Temür var regnet som  den første kejser af Nordyuan-dynastiet og under sit posthume navn som Kejser Shun af Yuan' (kinesisk: 元順帝) kejser af Ming-dynastiet, og den sidste kejser af Yuan-dynastiet. Udover Kejser af Kina anses han også for at være den sidste Khagan af det mongolske kejserdømme. Han var en søn af Kusala (kejser Mingzong).
I de sidste år af hans regeringstid blev Yuan-dynastiet styrtet af det Røde turbanoprør, som etablerede Ming-dynastiet, selv om Yuan-hoffet under hans styre fortsat havde kontrol over det nordlige Kina og den Mongolske Højslette. Det tilbageværende Yuan-regime er kendt som Nordlige Yuan i historiografien.
Kejser Huizong var  Buddhist, elev af Karmapaerne (ledere af Karma Kagyu-skolen i tibetansk buddhisme) og anses for at være en tidligere inkarnation af Tai Situpaerne.